# Kapucijnenklooster (Brussel)

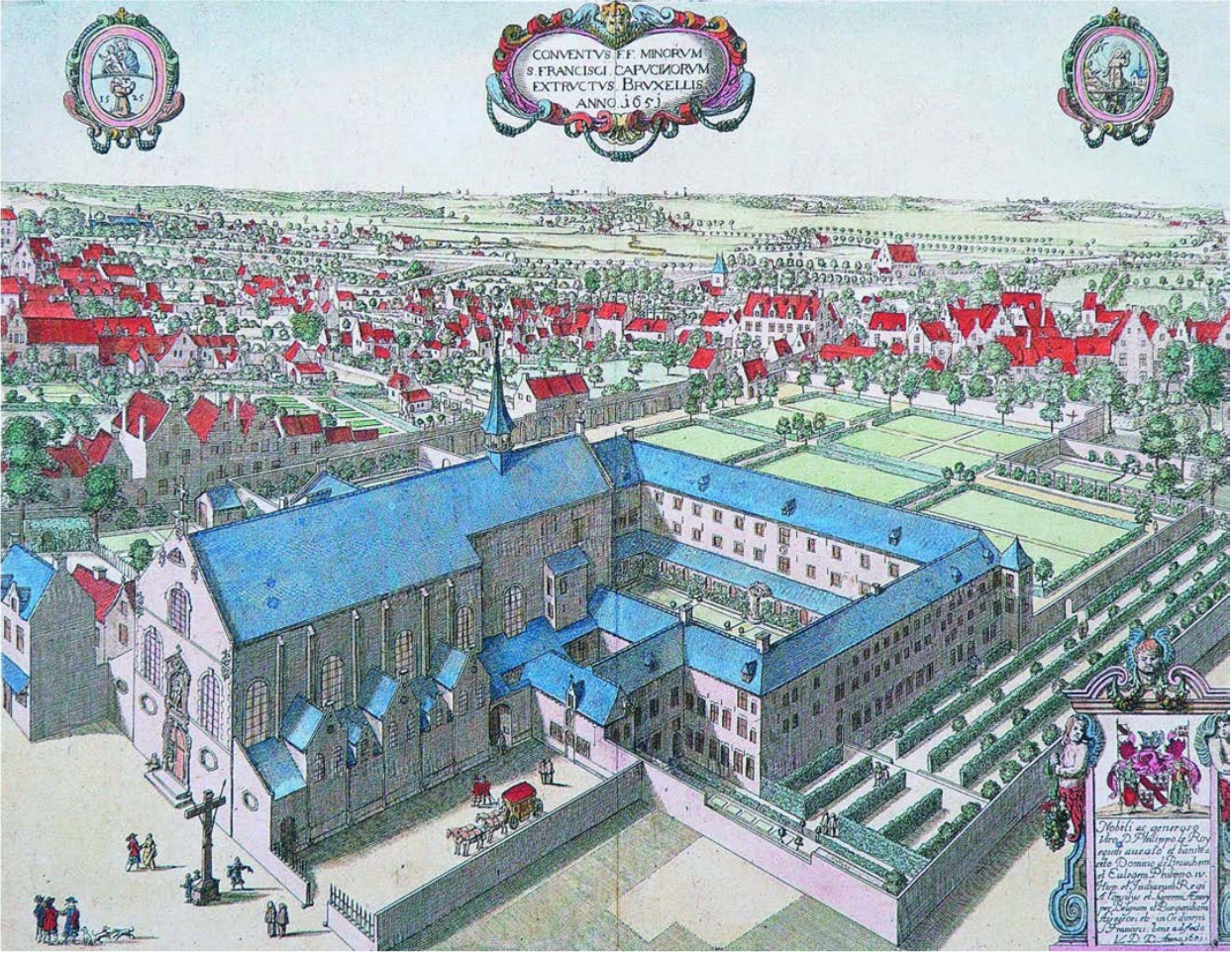
Het Kapucijnenklooster in 1727. Het nam een terrein in afgebakend door de huidige Hoogstraat, Sint-Gisleinstraat, Huidevettersstraat en Kapucijnenstraat.

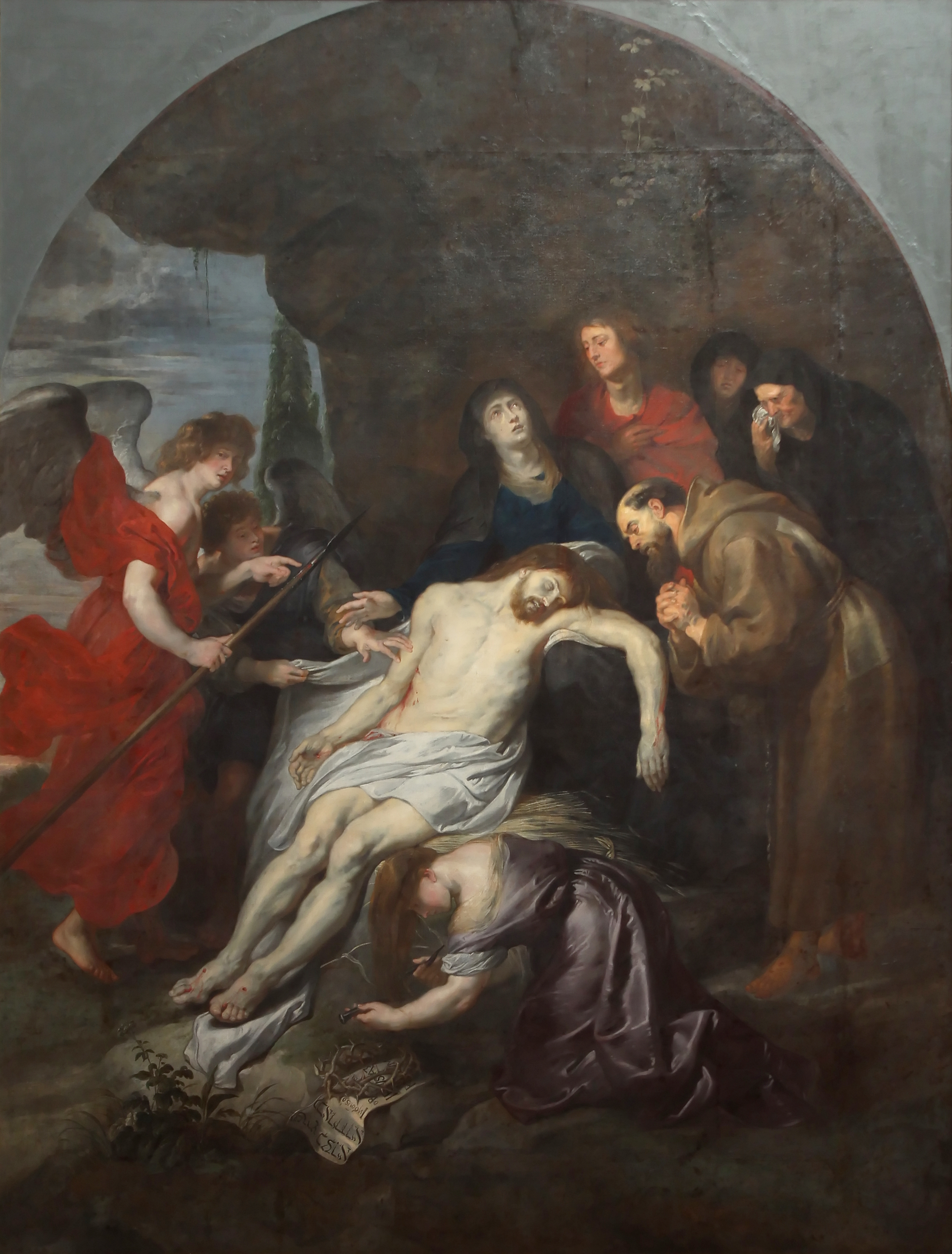
Rubens' Piëta met Sint-Franciscus uit het voormalige klooster.

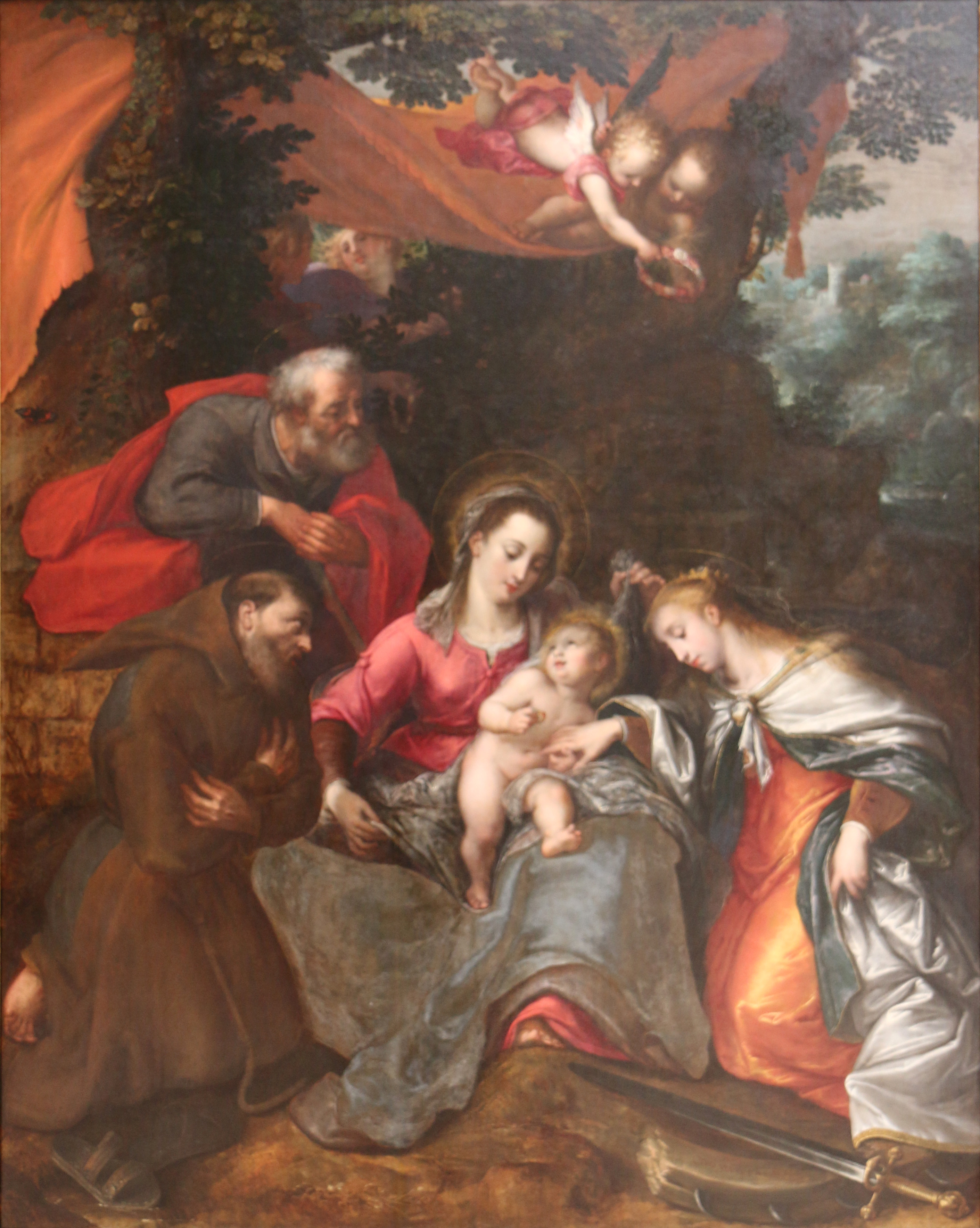
Het Mystiek huwelijk van Sint-Katelijne van Otto van Veen, eveneens gemaakt voor het kapucijnenklooster.

Het Kapucijnenklooster van Brussel bestond van 1587 tot 1796 in de Marollen.

## Geschiedenis
De stichting gebeurde in 1587 vanuit Antwerpen, op vraag van Alexander Farnese, die net een einde had gesteld aan de Brusselse republiek. Ze vestigden zich naast het Sint-Gisleingasthuis in de Hoogstraat (op een plaats waar het huis van Vesalius had gestaan) en konden in 1595 hun kerk inwijden. Het geheel was nog bescheidener dan de strenge politiek van de orde voorschreef.
Dankzij Anton van Arenberg (1593-1669), beter bekend als broeder Karel, werd op 21 maart 1651 de eerste steen gelegd van een volledig nieuw klooster met 70 cellen en een kerkgebouw. Met pauselijke instemming had deze Carolus zelfs negen heiligenrelieken uit de Romeinse catacomben meegebracht. Al in 1616 was hij bij de nederige "bruine paters" ingetreden, tegen de wil van zijn moeder Anna van Croÿ. Ondertussen sinds lang terug verzoend, liet Anna 30.000 florijnen na voor het kapucijnenklooster. De werken gingen zo snel dat op 6 januari 1652 de eerste mis werd opgedragen en de inwijding volgde op 14 juli. Volgens Gautier ging de Brusselse vestiging van de Capucijnen door voor de gezondste van de stad en de mooiste van de orde, onder meer gekend voor de boomgaard en de zonnewijzer. De kerk zelf was nochtans van een weinig elegante eenvoud.
Het einde van de 18e eeuw was een woelige periode voor de Brusselse kapucijnen. In eerste instantie ontkwamen ze aan de opheffing van de onnutte kloosters onder keizer Jozef II (1783). Enkele jaren later waren ze betrokken in de Brabantse Omwenteling aan de zijde van de statisten. Tegen deze achtergrond vond, na de eerste Oostenrijkse restauratie, een gewelddadige scène plaats op 6 oktober 1790. Tijdens een processie schreeuwde een zekere Willem van Criekinge iets lelijks tegen kapucijn Josse Huyghe die voorop liep, waarna hij aan de volkswoede werd overgeleverd. Van Criekinge werd uiteindelijk opgehangen aan de lantaarn boven het stadhuisportaal, maar het touw brak en de lynchpartij liep erop uit dat zijn hoofd werd afgezaagd en in triomf rondgedragen. In de Franse tijd kwam het klooster op de klassieke manier aan zijn einde. De paters werden op 8 november 1796 verdreven, de gebouwen werden verkocht als nationaal goed en afgebroken in 1803-04. Desondanks verbleven de eveneens opgeheven zusters Apostolinnen er nog enige tijd.
Op 19 oktober 1852 maakte de kapucijnerorde haar terugkeer in Brussel. Ze vestigden zich in de Huidevetterstraat (nabij hun vernielde klooster) en stichtten er op vraag van de pastoor van de Miniemenkerk een nieuwe parochie: Onze-Lieve-Vrouw-Onbevlekt-Ontvangen aan het Vossenplein (1854). In 1856-62 werd een deel van hun voormalige kloosterterrein ingenomen door de nieuwe Berg van Barmhartigheid. De Kapucijnenstraat herinnert nog aan de vroegere aanwezigheid van de paters.

## Kunst
Van het kapucijnenklooster blijft geen steen meer over, maar van de schilderijen waarmee de kerk rijkelijk was begiftigd, hebben er enkele hun weg naar musea gevonden:
- een Piëta van Peter Paul Rubens (nu in het Oldmasters Museum)
- een Antonius met kind van Antoon van Dyck (nu in het Oldmasters Museum)
- een Biddende Sint-Franciscus van Antoon van Dyck (nu in het Oldmasters Museum)
- een Mystiek huwelijk van Sint-Katelijne van Otto van Veen (nu in het Oldmasters Museum)
- een Geboorte van Christus van Otto van Veen

Voorts bezat de kerk een ivoren Crucifix, toegeschreven aan Duquesnoy (maar betwist).

## Voetnoten
1. ↑  Brief van Farnese aan de magistraat van Antwerpen d.d. 25 december 1585
2. ↑  Paul Vaute, Des martyrs inconnus chez les capucins de Bruxelles, Le passé belge, 11 februari 2024
3. ↑  Frédéric Gautier, Le nouveau conducteur dans Bruxelles et ses environs, 1827, p. 261-263
4. ↑  Louis Hymans, Bruxelles à travers les âges, vol. II, Brussel, 1884, p. 171-175